# وجفیلد (فلوریدا)
وجفیلد (به انگلیسی: Wedgefield) یک منطقهٔ مسکونی در ایالات متحده آمریکا است که در شهرستان اورنج، فلوریدا واقع شده‌است. وجفیلد ۶۰٫۹ کیلومتر مربع مساحت و ۶٬۷۰۵ نفر جمعیت دارد و ۲۱ متر بالاتر از سطح دریا قرار دارد.